# Wiatrowo (województwo pomorskie)
Wiatrowo (kaszb. Wiatrowò, niem. Viatrow) – osada w Polsce położona w województwie pomorskim, w powiecie słupskim, w gminie Damnica na Pobrzeżu Słowińskim. 
W latach 1975–1998 miejscowość administracyjnie należała do województwa słupskiego.

## Nazwa
Nazwa, wzmiankowana po raz pierwszy w formie Veatrowe w 1282, ma genezę słowiańską. Co do jej charakteru wysunięto następujące hipotezy etymologiczne:
- nazwa topograficzna, wyprowadzona od nazwy pospolitej wiatr przy pomocy formantu -owo, w odniesieniu do charakteru okolicy[4],
- nazwa dzierżawcza, wyprowadzona od nazwy osobowej Wiatr przy pomocy formantu -owo[4].

Friedrich Lorentz odnotował formę nazwy w lokalnych gwarach słowińskich: Vjãtrɵvɵ wraz z nazwami mieszkańców: Vjãtrɵvjȯu̯n, Vjãtrɵvjȯu̯nkă „wiatrowianin, wiatrowianka”. Niemiecka nazwa Viatrow jest adaptacją fonetyczną pierwotnej nazwy słowiańskiej. W latach 1938–1945 ukształtowana historycznie nazwa została w ramach szerokiej akcji odkaszubiania i germanizacji nazewnictwa zastąpiona przez administrację niemiecko-nazistowską sztuczną formą - Steinfurt – jest to tzw. chrzest nazewniczy o charakterze pseudotopograficznym, złożony z dwóch członów – nazw pospolitych: Stein „kamień, skała” i Furt „bród”.
Rada Języka Kaszubskiego proponuje kaszubską formę nazwy Wiatrowò.

## Historia
W lesie w okolicach wsi znajduje się słowiańskie grodzisko, datowane przez archeologów na VIII / IX-IX w. Jest to grodzisko wyżynne, dwuczłonowe, usytuowane na cyplu. Każdy człon jest otoczony łukowatym wałem. W miejscu dzisiejszej pobliskiej drogi płynęła kiedyś rzeka niosąc wody z roztapiającego się lodowca. Grodzisko w Wiatrowie stanowiło jeden z elementów osłaniających grodzisko w Gardnej Wielkiej.